# Gustav Andreas Tammann
Gustav Andreas Tammann   (Göttingen, 24 de juliol de 1932 - Basilea, 6 de gener de 2019) va ser un astrònom i acadèmic alemany. Va ser director de l'Institut Astronòmic de la Universitat de Basilea, Suïssa, membre de l'Agència Espacial Europea del Telescopi Espacial Equip Aconsellable, i Membre de Consell de l'Observatori Del sud europeu. Seu investigar els interessos inclouen supernovae i l'extragalàctic escala de distància. També va ser director de la Comissió d'Unió Astronòmica Internacional en Galàxies. Era net del físic i químic Gustav Tammann.

## Reconeixements
El 2000 va rebre la Medalla Albert Einstein que es dona per "descobriments científics excepcionals, feines, o les publicacions relacionades amb Albert Einstein" i el Premi Tomalla pels seus esforços en el mesurament de la taxa d'expansió de l'univers i sobretot pel seu treball pioner utilitzant supernoves com a espelmes estàndards. El 2005 va rebre la Medalla Karl Schwarzschild.
L'asteroide 18872 Tammann porta el seu nom.